# Ozbrojené síly Chorvatské republiky

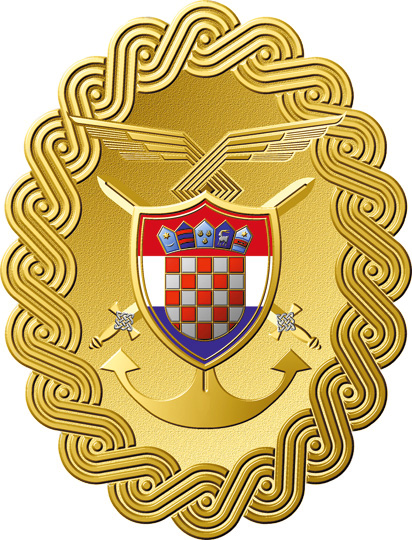
Ozbrojené síly Chorvatské republiky

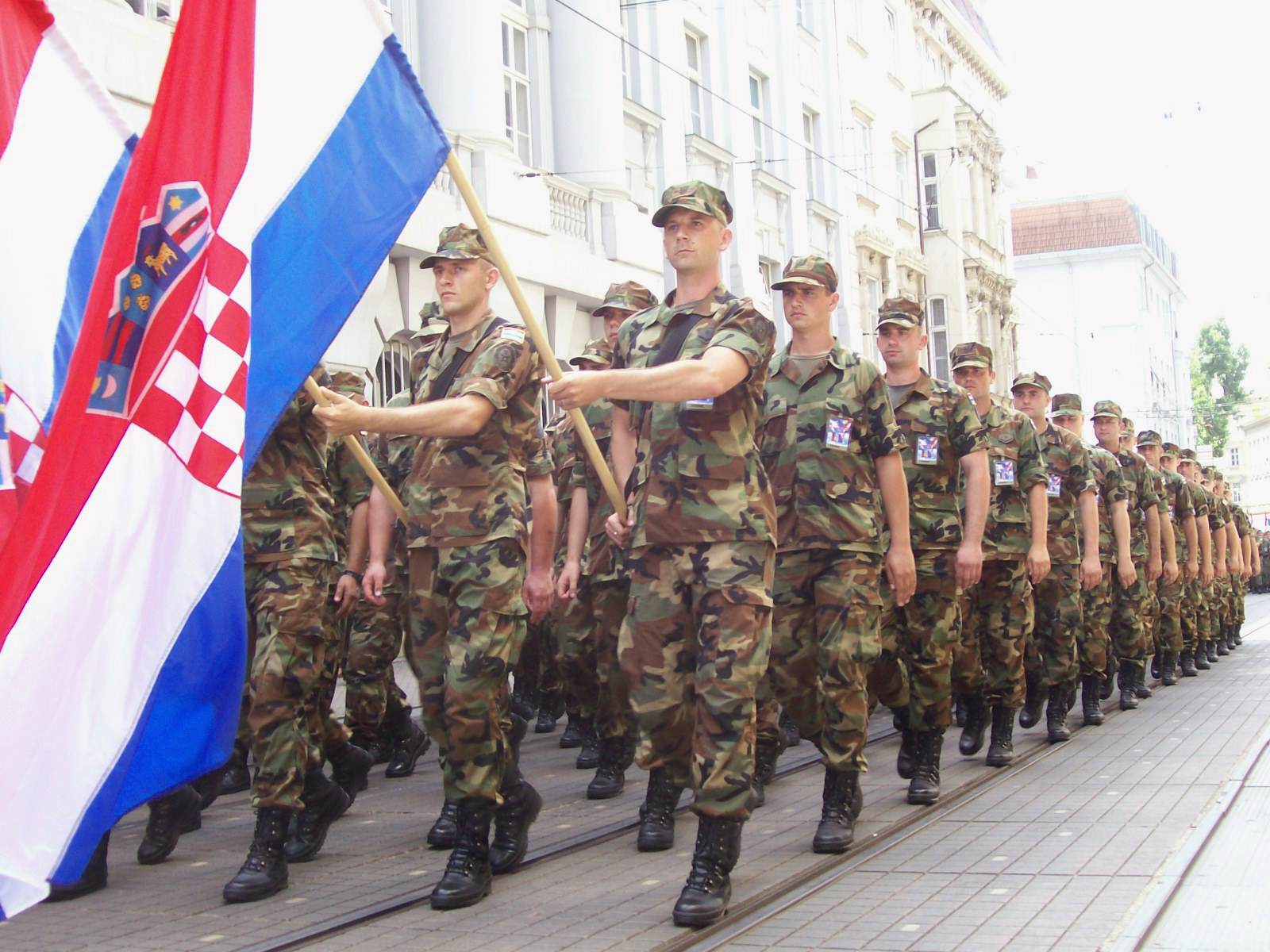
Chorvatské pozemní síly

Ozbrojené síly Chorvatské republiky (chorvatsky Oružane snage Republike Hrvatske) jsou vojenské síly organizované k obraně Chorvatské republiky a jejích spojenců vojenskými prostředky a k jiným formám použití v souladu s vnitrostátním a mezinárodním právem. Chorvatské ozbrojené síly chrání suverenitu a nezávislost Chorvatské republiky a brání její územní celistvost.
V souladu s požadavky kladenými na chorvatské ozbrojené síly v oblasti národní obrany a plnění závazků vyplývajících z členství v NATO bylo definováno poslání a úkoly chorvatských ozbrojených sil. Chorvatské ozbrojené síly mají tři základní poslání, a to: Obranu Chorvatské republiky a jejích spojenců, příspěvek k mezinárodní bezpečnosti a podpora civilních institucí.
Dělí se na:
- Chorvatské pozemní síly (Hrvatska kopnena vojska)
- Chorvatské námořnictvo (Hrvatska ratna mornarica)
- Chorvatské vojenské letectvo (Hrvatsko ratno zrakoplovstvo i protuzračna obrana)

## Historie
Za druhé světové války vznikl v roce 1941 vznikl Nezávislý stát Chorvatsko (Nezavisna Država Hrvatska), satelit Itálie a Německa.
Moderní chorvatský stát vznikl v roce 1991 a svou armádu ustavil z jednotek a výzbroje rozpadnuvší se Jugoslávské lidové armády. V květnu a srpnu roku 1995 chorvatská armáda, vyzbrojená západními zeměmi, provedla 2 velké vojenské operace – Bljesak („Blesk“) & Oluja („Bouře“) – během kterých obsadila území republiky Srbská Krajina a vyhnala odtamtud na 200 000 obyvatel srbské národnosti.

## Struktura

Diagram struktury ozbrojených sil Chorvatska

- Velitelství pozemních sil (Karlovac)
  - Obrněná brigáda (Vinkovci)
    - Velitelství
    - 1. tankový prapor
    - 2. tankový prapor
    - 3. mechanizovaný prapor
    - 4. mechanizovaný prapor
    - Dělostřelecký prapor
    - Prapor protivzdušné obrany
    - Ženijní prapor
    - Průzkumná rota
    - Signální rota
    - Logistická rota

- - Motorizovaná brigáda (Knin)
    - Velitelství
    - 1. mechanizovaný prapor
    - 2. mechanizovaný prapor
    - 3. mechanizovaný prapor
    - 4. mechanizovaný prapor
    - Dělostřelecký prapor
    - Prapor protivzdušné obrany
    - Ženijní prapor
    - Průzkumná rota
    - Signální rota
    - Logistická rota

- - Velitelství výcviku a doktrín
    - Pěší pluk
    - Dělostřelecký pluk
    - Pluk protivzdušné obrany
    - Ženijní pluk
    - Logistický pluk
    - Středisko základního výcviku
    - Taktické dělostřelecké výcvikové středisko
    - Operační středisko
    - Výcvikové středisko pro mezinárodní operace

  - Pluk vojenské policie
  - Signální pluk
  - Prapor vojenského zpravodajství
  - Prapor RCHBO

- Velitelství vzdušných sil
  - 91. základna letectva − (Pleso, Zagreb)
    - Velitelství
    - 21. stíhací letka
    - 27. dopravní letka
    - 28. dopravní vrtulníková letka
    - Technický prapor

  - 93. základna letectva − (Zemunik, Zadar)
    - Velitelství
    - 20. dopravní vrtulníková letka
    - 885. hasičská letka
    - Letka s pevnými křídly
    - Výcviková vrtulníková letka
    - Technický prapor

  - Prapor řízení vzdušného prostoru
  - Výcvikové středisko letectva

- Velitelství námořních sil
  - Námořní flotila
    - Velitelství
    - Hladinová divize
    - Podpůrná divize

  - Pobřežní stráž
    - Velitelství
    - 1. divize pobřežní stráže
    - 2. divize pobřežní stráže

  - Pluk námořní pěchoty
  - Prapor řízení pobřežního provozu
  - Námořní výcvikové středisko
  - Námořní základna Split
    - Námořní velitelství Sever
    - Námořní velitelství Jih